# A Clean Well-Lighted Place

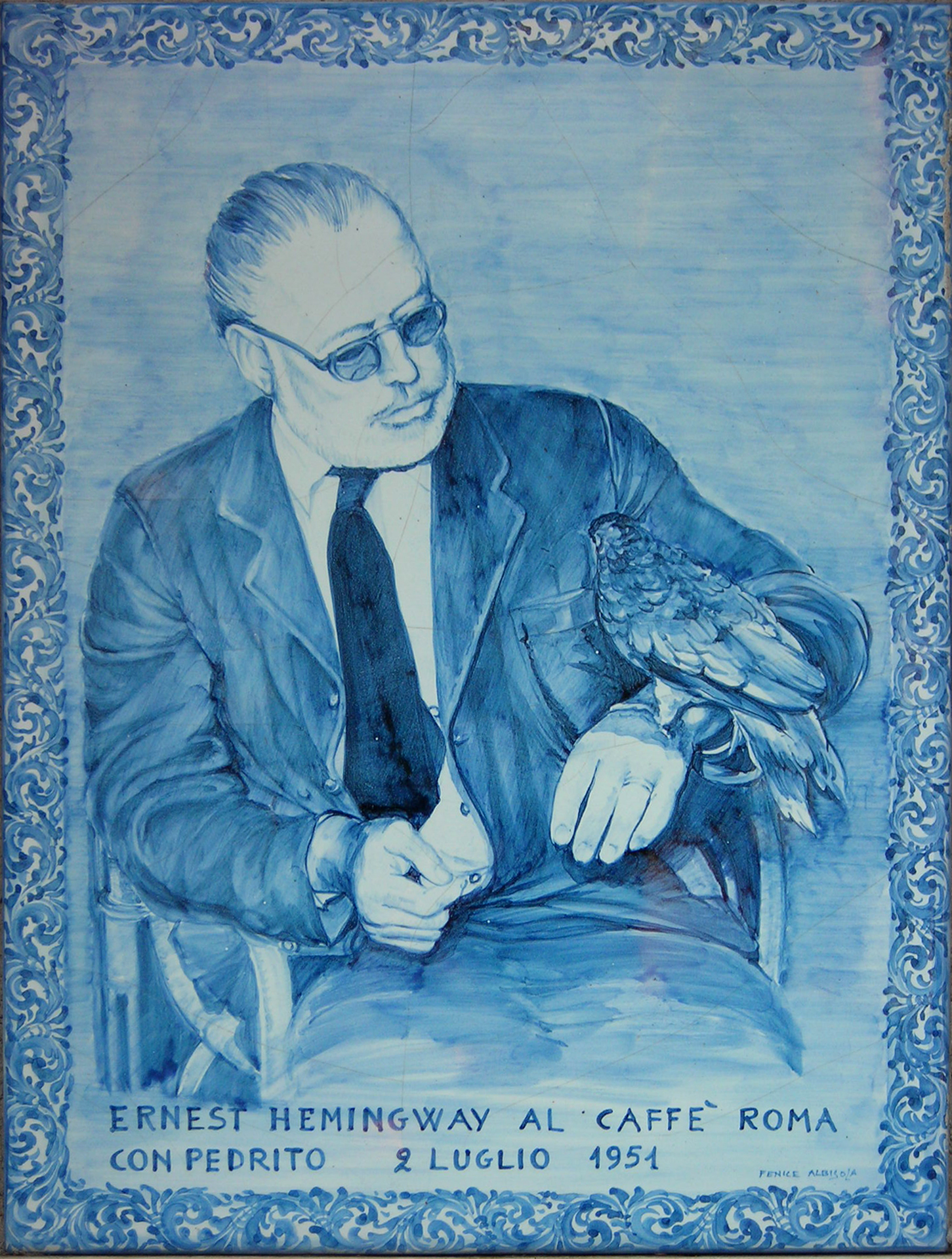
Ernest Hemingway in einem Café in Italien 1951

A Clean, Well-Lighted Place (deutsche Übersetzung 1947 Ein sauberes, gutbeleuchtetes Café von Annemarie Horschitz-Horst) ist eine Kurzgeschichte von Ernest Hemingway, die erstmals im März 1933 in der angesehenen literarischen Monatszeitschrift Scribner’s Magazine in New York veröffentlicht und noch im selben Jahr in den Kurzgeschichtenband Winner Take Nothing, New York 1933 (deutsche Übersetzung: Der Sieger geht leer aus, 1958) aufgenommen wurde.
Sie gehört zu den von der Literaturkritik am stärksten beachteten short stories Hemingways und zählt nach Ansicht vieler Kritiker wohl zu seinen gelungensten Werken.
Die Geschichte handelt von einer Situation in einem Straßencafé, in dem zwei Kellner darauf warten, dass ein letzter älterer Gast das Cafe verlässt.

## Inhalt
In einem kleinen spanischen Straßencafé sitzt, wie fast jeden Abend zuvor, weit nach Mitternacht nur noch ein einziger Gast verlassen an einem Tisch bei einem Glas Brandy, ein alter tauber Mann. Die beiden Kellner des Cafés reden über ihren letzten Gast. Der Jüngere der beiden will so schnell wie möglich heim zu seiner Frau und daher das Café schließen. Der ältere Kellner hat dagegen Mitleid mit dem offensichtlich vereinsamten alten Mann und hat Verständnis für dessen Bedürfnis, sich möglichst lange in dem Straßencafé aufzuhalten. Ungeduldig fordert der jüngere Kellner schließlich den alten Mann auf zu zahlen, obwohl dieser noch ein letztes Getränk bestellen möchte, und schließt das Café. Schweren Herzens macht sich auch der ältere Kellner auf den Heimweg, entschließt sich aber, noch in einem anderen Lokal vorbeizuschauen. Dieses Lokal gefällt ihm jedoch nicht, da es nicht die gleiche „saubere und helle“ Atmosphäre hat wie das Café, in dem er arbeitet. So geht er heim, obwohl er weiß, dass er bis zum Anbruch des Tageslichts schlaflos im Bett liegen wird. Er hätte den alten tauben Mann lieber noch länger bedient.

## Interpretationsansatz
A Clean, Well-Lighted Place ist, wie Dolch feststellt, dreigeteilt. Die Zäsuren entstehen durch den Weggang des alten Mannes und den des jüngeren Kellners; in den beiden ersten Teilen wird die Geschichte von dem personalen Erzähler weitgehend im dialogischen Darstellungsmodus („showing“) erzählt, während in dem letzten Teil der Kurzgeschichte der Gedankenfluss des älteren Kellners als Selbstgespräch gleichsam wie in einem inneren Monolog wiedergeben wird.
Im ersten Teil stehen der taube alte Mann und das Verhältnis der beiden Kellner zu ihm im Vordergrund. Der alte Mann ist nach Einschätzung der Kellner mindestens 80 Jahre alt; er betrinkt sich nahezu jede Nacht in dem Café, bewahrt dabei jedoch seine Würde und Selbstkontrolle („This old man is clean. He drinks without spilling. Even now, drunk“, dt.: „Der Alte da ist sauber. Er trinkt, ohne was zu verschütten. Sogar jetzt, betrunken.“). Der ältere Kellner berichtet von einem Selbstmordversuch des alten Mannes, der aufgrund des Verlustes seiner Frau einsam und depressiv ist. Nur indem er sich betrinkt, kann er sein Schicksal ertragen oder vergessen. Seine soziale Isolation wird unterstrichen durch seine Taubheit, die nahezu symbolisch seine Abschottung von der Welt um ihn herum spiegelt, ihn jedoch Veränderungen seiner Umgebung umso genauer und intensiver wahrnehmen lässt („The old man liked to sit late because he was deaf and now at night it was quiet and he felt the difference“, dt.: „Der alte Mann saß gern spät hier, denn er war taub, und jetzt in der Nacht war es still, und er spürte den Unterschied.“).
Bereits im Anfangsteil der Geschichte, in dem der alte Mann noch der Hauptgegenstand des Gesprächs der beiden Kellner ist, treten deren unterschiedliche Lebenseinstellungen
in ihren jeweiligen Bemerkungen über die Lage des alten Mannes zutage. Während der jüngere Kellner dessen Verzweiflung und Suizidversuch nicht verstehen kann, da der alte Mann materiell gut versorgt sei („He has plenty of money“, dt.: „Er hat ’ne Masse Geld.“) und dadurch seine eigene materialistische Wertehaltung preisgibt, zeigt der ältere Kellner – wie sich später noch zeigen wird, auch aufgrund seines eigenen Alters und seiner eigenen Empfindungsweise – Verständnis und Besorgnis für die traurige und hoffnungslose Lage des alten Mannes. Der jüngere Kellner reagiert demgegenüber verständnislos und gereizt auf die Anwesenheit des tauben alten Mannes, den er zudem wenig respektvoll und teilweise sogar gefühllos, wenn nicht sogar brutal behandelt („'You should have killed yourself last week', he said to the deaf man“, dt.: „’Sie hätten sich vergangene Woche umbringen sollen’, sagte er zu dem tauben Mann.“); er ist einzig daran interessiert, möglichst schnell zurück zu seiner Frau ins Bett zu kommen – Einsamkeit, Verlust und Trauer sind ihm fremd.
Im mittleren Teil der Kurzgeschichte, der nach dem Weggang des alten Mannes einsetzt,  tritt die Verschiedenheit der beiden Kellner noch mehr hervor. Im Anfangsteil waren sie in ihrem Gespräch über den alten Kunden nicht an jeder Stelle als Charaktere deutlich unterscheidbar; nun aber reden sie über sich selbst und über ihr gegenseitiges Verhältnis. Wie Lubbers ausführt, kommt zu den bereits zuvor „ersichtlichen Gegensätzen zwischen Jugend, Eile, Ehepartnerschaft einerseits und Alter, Muße, Einsamkeit andererseits“ nun „als wesentlicheres unterscheidendes Merkmal die Zuversicht und Selbstsicherheit der Jugend und der Mangel an Selbstvertrauen des Alters“ hinzu.
Der Schlussteil der Kurzgeschichte stellt das Verhältnis des älteren Kellners zu sich selbst in den Mittelpunkt; die „Erzählkamera“ ändert ihre Einstellung – wie sie das auch in späteren Werken Hemingways, beispielsweise in In Another Country tut, – und fokussiert in dramatischer Zuspitzung, ausgehend von einem alltäglichen Vorgang, eine grundlegende menschliche Situation.
In dem „Nada“-Selbstgespräch des älteren Kellners wird deutlich, dass der Sinn der menschlichen Existenz durch die Angst vor dem Nichts bedroht ist. Hat die Jugend noch alles, so wird dem Alternden eins nach dem anderen entzogen, bis nichts mehr übrig bleibt. In der Deutung dieser Passage von Lubbers heißt es: „Die Erfahrungen von Verlust, Tod und Nichts führen den Menschen in eine Zelle der Einsamkeit.“
Im Hinblick auf die Erzähltechnik ist bereits in dieser frühen Kurzgeschichte Hemingways seine besondere Erzählform auffallend, die sich nahezu ausschließlich auf kurze Andeutungen oder Verweise beschränkt, Wesentliches ausspart und die Erschließung des eigentlichen Sinns der Vorstellungskraft des Lesers überlässt (vgl. dazu auch Hemingways „Eisbergmodell“). So wird beispielsweise auf einer tieferen Bedeutungsebene in der Kurzgeschichte ein ganzes Netz von Licht- und Schattensymbole gesponnen.

## Wirkungsgeschichte
In Hemingways Frühwerk nimmt A Clean, Well-Lighted Place aus Sicht der Literaturwissenschaft eine zentrale Stellung ein, so sprechen mehrere Kritiker von einer „Modellgeschichte“. Vor allem in der amerikanischen Literaturkritik wird darauf hingewiesen, dass in dem hier dargestellten „Nada“-Selbstgespräch der Grundstein für Hemingways Gestaltung seiner späteren tragischen Protagonisten gelegt werde, die versuchen, ihr schicksalhaftes Leben mit Gelassenheit oder Stoizismus zu bewältigen (vgl. Hemingways „Code-Hero“).
James Joyce lobte A Clean, Well-Lighted Place als ein meisterhaftes Werk, eine der besten Geschichten, die je geschrieben worden seien. („He [Hemingway] has reduced the veil between literature and life, which is what every writer strives to do. Have you read 'A Clean Well-Lighted Place'? […] It is masterly. Indeed, it is one of the best short stories ever written […]“)
Wie Paul Foucar in seiner Analyse der Geschichte schreibt, kann A Clean, Well-Lighted Place als „der Prototyp einer modernen Kurzgeschichte gelten, zumindest einer solchen Hemingwayscher Prägung.“

## Deutsche Übersetzung
A Clean, Well-Lighted Place wurde 1957 von Annemarie Horschitz-Horst ins Deutsche übersetzt und erstmals unter dem Titel Ein sauberes, gutbeleuchtetes Cafe in dem zweiten Band der von Elisabeth Schnack herausgegebenen Anthologie Amerikanische Erzähler veröffentlicht.
In der literaturwissenschaftlichen Analyse wurden jedoch ab 1967 die Probleme in der deutschen Übersetzung thematisiert und eingehender kritisch erörtert.

## Sonstiges
Hemingway sagte selbst einmal über diese Kurzgeschichte: „Another time I was leaving out good was in ‘A Clean, Well-Lighted Place.’ There I really had luck. I left out everything.“ Klaus Lubbers zitiert in seiner Analyse der Kurzgeschichte weitere Äußerungen von Hemingway, aus denen eindeutig hervorgeht, dass der Autor diese Geschichte zu seinen Lieblingsstories zählte.